# Зігфрід Енгель
Зігфрід Енгель (нім. Siegfried Engel; 10 травня 1892, Берлін — 12 червня 1976, Гамбург) — німецький військово-морський діяч, контр-адмірал крігсмаріне (1 квітня 1943).

## Біографія
1 квітня 1911 року вступив на флот кадетом. Пройшов підготовку на важкому крейсері «Герта» (1912) і в військово-морському училищі в Мюрвіку (1913). Учасник Першої світової війни, служив на лінійних кораблях «Вестфалія» (1913-18) і «Ольденбург» (серпень-грудень 1918). 1 березня 1919 року демобілізований.
1 жовтня 1923 року знову вступив на флот, з 25 лютого 1924 року — вахтовий офіцер на лінійному кораблі «Ельзас», з 29 вересня 1924 року — командир роти 2-го батальйону берегової оборони, з 1 жовтня 1926 року — 2-го морського артилерійського батальйону. З 28 вересня 1927 року — командир допоміжного судна «Цітен». 29 вересня 1929 року переведений в Управління озброєнь Морського керівництва, а 16 жовтня 1933 року призначений командиром 1-го батальйону корабельної кадрованої дивізії «Нордзе». З 1 березня 1934 року — 1-й офіцер крейсера «Кельн». 26 березня 1936 року призначений директором групи зарубіжних флотів (тобто начальником військово-морської розвідки).
З 17 травня 1938 року — начальник штабу 2-го адмірала на Північному морі. 14 квітня 1943 року зайняв пост 2-го адмірала на Північному морі. В його функції входило керівництво охороною цього морського району та керівництво кораблями, не призначеними для ведення великих наступальних дій. 19 квітня 1945 року взятий в полон британськими військами і поміщений в табір для військовополонених. 17 травня 1948 року звільнений.

## Нагороди
- Залізний хрест 2-го і 1-го класу
- Почесний хрест ветерана війни з мечами
- Медаль «За вислугу років у Вермахті» 4-го, 3-го і 2-го класу (18 років)